# Flagge von Formentera

Die seit dem 31. März 2010 gültige Flagge von Formentera ist hier mit kleinen Fehlern zu sehen: Der Weizen ist nicht in Form zweier Ähren Bestandteil des Wappens, sondern zweier Garben und diese sollten seitlich neben dem Turm stehen.

Die Flagge von Formentera ist eines der offiziellen Symbole der Insel und wurde am 31. März 2010 von der Plenarversammlung des Inselrats von Formentera festgelegt. Sie ersetzt die am 1. Dezember 1983 vom gemeinsamen Inselrat von Ibiza und Formentera angenommene Flagge, die ab März 2010 nur noch für Ibiza gilt. Die Flagge besteht aus vier roten Balken auf goldenem Grund wie in der königlichen Flagge von Aragón, zentral belegt mit dem rautenförmigen Inselwappen, das oben und unten bis zur Hälfte des jeweils äußeren goldenen Streifens reicht.

## Geschichte der Flagge
Die vier roten Pfähle Aragóns auf goldenem Grund, genannt Senyera Reial, gehen auf das Siegel Raimund Berengars IV., Graf von Barcelona, zurück, der 1150 Petronella von Aragón heiratete. Ob die Wurzeln der vier Pfähle in der Grafschaft Barcelona oder im Königreich Aragón zu suchen sind, ist bisher ungeklärt.
Das rautenförmige Inselwappen zeigt auf blauem Grund einen goldenen Verteidigungsturm über fünf silbernen und blauen Wellenbalken, der beiderseits von goldenen Weizengarben begleitet wird. Diese Verteidigungs- bzw. Signaltürme wurden zwischen 1749 und 1763 auf Formentera errichtet, da die beiden Pityusen seit dem 17. Jahrhundert immer wieder unter Angriffen der Osmanen und von Seeräubern litten. Diese dauernden Angriffe hatten dazu geführt, dass Formentera völlig entvölkert wurde. Um die größere Insel Ibiza vor erneuten Angriffen mittels Feuer oder Rauch warnen zu können, wurden daher die Türme erbaut. Die Weizengarben stehen für das namensgebende Getreide der Insel (lat. Fromentum). Sie symbolisieren Wohlstand und in der Form der Garbe auch den Zusammenhalt des Volkes. Die das Meer darstellenden Wellenbalken bilden schließlich den Hintergrund der gesamten Geschichte Formenteras, seiner Fischer, seiner Auswanderer und seiner Wiederbesiedler.
In der auf der Flagge gezeigten Version des Inselwappens fehlen die Mauerkrone über dem Schild und das Schildchen mit den vier Pfählen Aragóns über dem Verteidigungsturm.